# Francesco Zambeccari

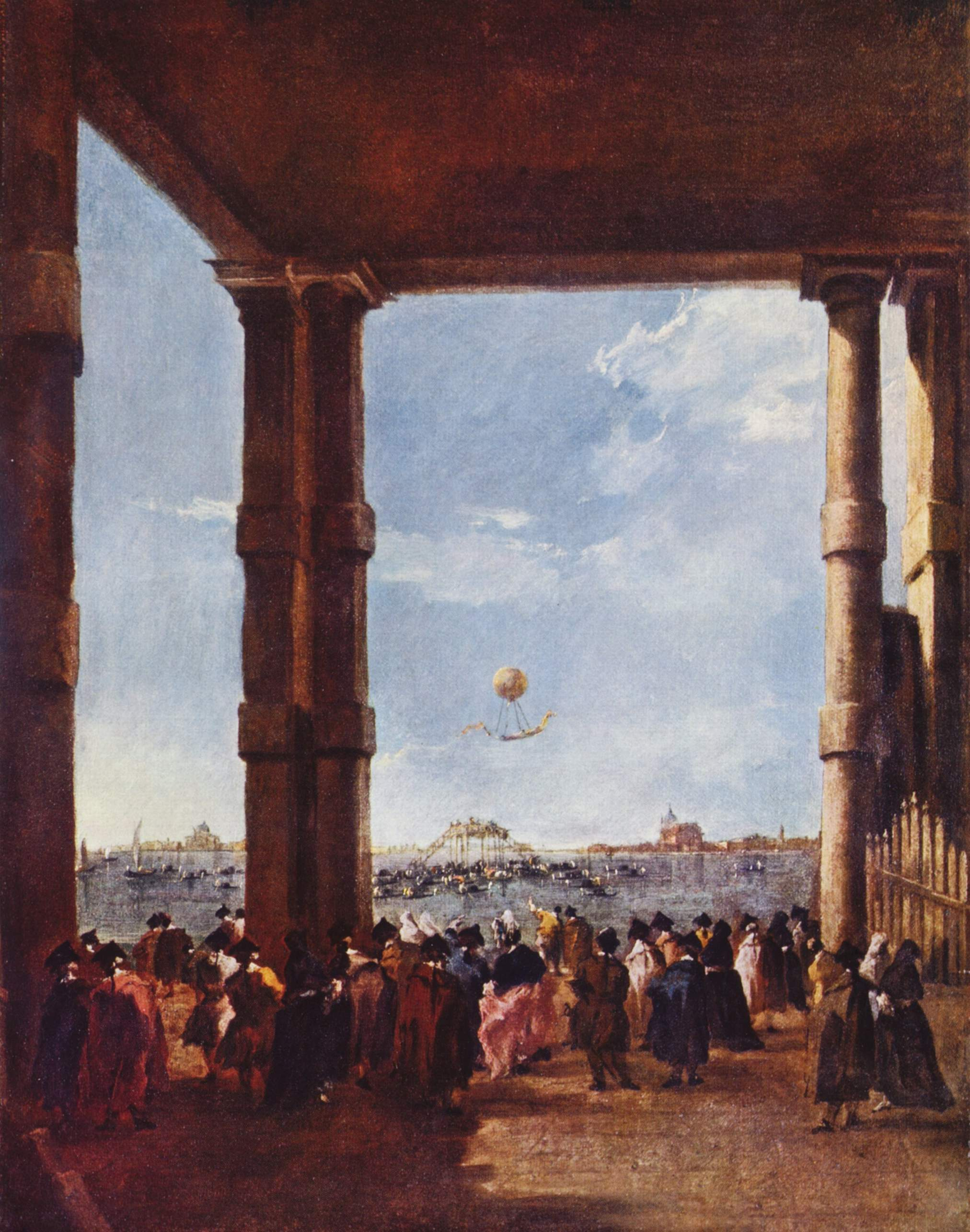
La mongolfiera, 1784, dipinto di Francesco Guardi

Francesco Zambeccari (Bologna, 1752 – Bologna, 22 settembre 1812) è stato un pioniere dell'aviazione italiano.

## Biografia
Figlio del senatore Giacomo Zambeccari studiò nel collegio dei Nobili di Parma. Si arruolò in Spagna nella Guardia Real e poi divenne, già da giovane, ufficiale della Armada Española, nella quale si impegnò nel Mediterraneo a dare la caccia ai pirati e poi nell'Atlantico negli anni della Rivoluzione Americana.
Per sfuggire al Tribunale dell'Inquisizione si recò a Parigi, dove nel 1783 assistette alle prime ascensioni dei fratelli Montgolfier, e poi a Londra dove, nel novembre 1783, cominciò a sperimentare il volo aerostatico. Dopo un primo esperimento con piccolo prototipo (4 novembre) Zambeccari lanciò un modello più grande, del diametro di circa tre metri, dal Moorfields Artillery Ground: il pallone aerostatico, del diametro di circa 3 metri, rimase in volo per oltre due ore, atterrando infine intatto presso Graffam, a circa 75 chilometri di distanza.
Il 15 aprile 1784 Zambeccari realizzò l'ascesa di una mongolfiera a Venezia, alla punta della Salute, evento che fu immortalato da Francesco Guardi in un dipinto ora conservato a Gemäldegalerie di Berlino.
Conobbe Vincenzo Lunardi con cui collaborò a costruire un pallone gonfiato con idrogeno ma il legame si sciolse alla vigilia al volo di Lunardi il 15 settembre 1784. Riuscì lui stesso a volare il 22 marzo 1785 superando i 3 000 metri di quota. Fu amico di Jean-François Pilâtre de Rozier che morì il 15 giugno 1785 durante l'attraversamento della Manica con un pallone a "doppia camera", un aerostato di forma sferica completamente pieno di idrogeno, sotto il quale ve n'era uno più piccolo di forma tronco-conica con aria riscaldata, simile a quello utilizzato da Zambeccari.
Nel 1787 Zambeccari si trasferì a San Pietroburgo ed entrò a far parte della Marina Imperiale Russa, ma a seguito di un naufragio fu fatto prigioniero dei Turchi e per oltre due anni rimase rinchiuso nelle prigioni di Costantinopoli, trovando la libertà grazie all'intercessione del Re di Spagna.
Rientrò a Bologna dove, contro la volontà del padre, sposò Diamante Negrini da cui ebbe tre figli, uno di questi fu Livio Zambeccari, patriota del Risorgimento italiano.
Si dedicò al volo aerostatico, scrivendo testi ed effettuando esperimenti tra cui, nel 1803, l'utilizzo di una lampada ad alcool per riscaldare l'aria in una delle due camere dell'aerostato. Effettuò diverse ascensioni in Italia ed in Inghilterra assieme agli allievi Pasquale Andreoli e Gaetano Grassetti. Uno di questi voli, effettuato tra il 7 e l'8 ottobre 1803, partendo dalla Montagnola lo portò involontariamente a naufragare nell'Adriatico vicino alla costa dell'Istria. Il sistema utilizzato da Zambeccari nel pallone a "doppia camera", non era esente da pericoli e durante un volo effettuato a Bologna, il 21 settembre 1812, a bordo dell'aerostato si sviluppò un incendio che gli provocò le ustioni che furono poi la causa della sua morte.
Venne sepolto nella tomba di famiglia nella basilica di San Francesco in Bologna. Nel 1813 la salma venne traslata nella Certosa di Bologna dove rimase fino al 1926 quando Laura Bevilacqua Ariosti, una discendente, fece nuovamente trasferire il Monumento di Alessandro Zambeccari, contenente i resti di Francesco Zambeccari e del figlio Livio, in San Francesco.

## Opere
- Francesco Zambeccari, Saggio sopra la teoria e pratica delle macchine aereostatiche, Bologna, ed.  Ulisse Ramponi, 1800
- Giacomo Rossi, Francesco Zambeccari, L'aeronauta bolognese, Bologna, ed. Marsigli, 1803
- Francesco Zambeccari, Descrizione della macchina aerostatica del cittadino Francesco Zambeccari, destinata a tentare il regolamento della medesima per l'atmosfera..., ed. Leonardo Bertazzoni, 1804
- Francesco Zambeccari, Relazione dell'esperienza aereo-statica eseguita in Bologna li XXII agosto MDCCCIV, ed. Ulisse Ramponi, 1804
- Francesco Zambeccari, Risposta ad una lettera d'un amico sugli esperimenti aeronautici, ed. Ulisse Ramponi, 1804
- Francesco Zambeccari, Pasquale Andreoli, Osservazioni di Francesco Zambeccari sopra varj oggetti contenuti nella lettera del signor Pasquale Andreoli diretta per la stampe a mr. Du-Pré, membro ec. relativa al volo da esso eseguito nell'anfiteatro di Milano il giorno 18 ottobre 1807, ed. Sassi, 1807
- Pasquale Andreoli, Francesco Zambeccari, Descrizione dell'aerostato La Speranza costruito a Forlì nell'anno 1809, ed. Roveri e Casali, 1809
- Francesco Zambeccari, Gaetano Grassetti, Pasquale Andreoli, Relazione del viaggio aereo intrapreso dal nob. sig. co. Francesco Zambeccari, dal signor dottor Grassetti di Roma, e dal signor Pasquale Andreoli di Ancona